# Eos (Automarke)
Eos war eine deutsche Automarke. Hersteller war Rossineck & Co. aus Berlin. Der Bauzeitraum war von 1922 bis 1923. Bereits 1921 tauchte der gleiche Wagen unter dem Markennamen Erco auf.
Das einzige Modell war der 5/20 PS. Er war mit einem Dreizylinder-Zweitaktmotor ausgestattet, der 20 PS (14,7 kW) leistete. Die 5 Steuer-PS in der Modellbezeichnung sind ein Hinweis darauf, dass der Hubraum maximal 877,5 cm³ betrug.